# Joe Grech (Snookerspieler)
Joe Grech (* 9. Juli 1954 in Ħamrun; † 21. August 2021 ebenda) war ein maltesischer Snooker- und English-Billiards-Spieler. Grech war zwischen 1988 und 2000 elf Saisons lang professioneller Snookerspieler, als Amateur gewann er sechs Mal die maltesische Snooker-Meisterschaft, zwei Mal die EBSA European Team Championship der Herren sowie ein Mal der Senioren. Daneben erreichte er das Finale der Amateurweltmeisterschaft 1987. Im English Billiards gewann er zusätzlich die Ausgabe 1997 der Amateurweltmeisterschaft sowie zwanzig Mal die maltesische English-Billiards-Meisterschaft.

## Karriere
Der in Ħamrun geborene Grech gehörte ab Mitte der 1970er-Jahre zu Maltas besten Snooker- und English-Billiards-Spielern. Bis Ende der 1980er-Jahre gewann er drei Mal die maltesische Snooker-Meisterschaft und stand vier weitere Male im Endspiel. Regelmäßig nahm er daher an der Snooker-Amateurweltmeisterschaft teil. Hatte er bereits 1978 das Viertelfinale sowie 1982 und 1985 das Halbfinale erreicht, so stand er bei der Ausgabe 1987 tatsächlich im Finale, unterlag aber dem jungen Waliser Darren Morgan. Zwischenzeitlich hatte Grech begonnen, sich auf eine mögliche Profikarriere vorzubereiten bzw. sich für diese zu qualifizieren. Im selben Jahr erreichte er auch das Finale der Amateurweltmeisterschaft im English Billiards. Auch dieses Endspiel verlor er, dort gegen Geet Sethi aus Indien. In Malta hatte er darüber hinaus ab 1978 sechsmal die English-Billiards-Meisterschaft gewonnen. Nur ein Jahr nach seinem Beinahe-Doppelerfolg wurde Grech zur Saison 1988/89 professioneller Snookerspieler. Dies konnte Grech nur dank Sponsoren bewältigen. Die aufwendige Reise von Malta nach England erschwerte Grech insbesondere am Start seiner Profikarriere das Leben als Profispieler.
Auch deshalb nahm er während seiner ersten beiden Profisaisons nur vereinzelt an Profiturnieren teil, erreichte aber trotzdem das Achtelfinale des Dubai Classic 1989. Dadurch wurde er für eine Saison auf Platz 67 der Weltrangliste geführt, der besten Platzierung seiner Karriere. Danach begann er, regelmäßiger an Turnieren teilzunehmen, seine Ergebnisse waren dann aber nur noch durchschnittlicher Natur und wurden sogar mit der Zeit immer schlechter. Hatte er lange Zeit noch um einen Platz Top 100 gekämpft, so belegte er Mitte 1997 nur noch Rang 155. Dank einer gleichzeitigen Modusänderung verlor Grech zu diesem Zeitpunkt seinen Profiplatz. Der Versuch, sich über die WPBSA Qualifying School wiederzuqualifizieren, misslang ihn knapp. Daher musste er in der nächsten Saison auf der zweitklassigen, neuen UK Tour spielen, wurde aber immerhin zum erstklassig-professionellen Malta Grand Prix eingeladen. Auch wenn Grechs UK-Tour-Ergebnisse keineswegs schlecht waren, nahm er nebenher auch an Amateurturnieren teil. Nachdem er bereits 1995 die maltesische English-Billiards-Meisterschaft gewonnen hatte, gewann er 1997 die maltesische Snooker-Meisterschaft, sowie die English-Billiards-Amateurweltmeisterschaft. Nach einer Viertelfinalteilnahme bei der Snooker-Europameisterschaft 1997 wurde er 1998 maltesischer Vize-Meister.
Alles in allem durfte er 1998 auf die erstklassige Profitour zurück. Seine Ergebnisse waren aber recht schlecht, sodass er nur auf Platz 124 der Weltrangliste geführt wurde. Von daher zog sich Grech weitestgehend von der Profitour zurück und folgte in der nächsten Saison nur noch der Einladung zum Malta Grand Prix, ehe er am Saisonende seinen Profistatus verlor. Grech nannte später finanzielle Probleme und mangelnden Erfolg als wichtigste Gründe für seinen Rückzug. Bereits während dieser zwei Jahre hatte er sein Engagement auf der Amateurebene fortgesetzt, nach 2000 führte er dies trotz allem weiter. So gewann er bei drei weiteren Finalteilnahmen zwei weitere Meistertitel in Malta und erreichte unter anderem das Halbfinale der Amateurweltmeisterschaft 1998. Zudem gewann er viermal mit dem maltesischen Team die EBSA European Team Championship der Herren, im Jahr 2011 auch der Senioren. Selbst noch Anfang der 2010er-Jahre gehörte er zu den besten maltesischen Snookerspielern, weitere Meistertitel gelangen Grech aber nicht mehr. Währenddessen erhielt er noch bis 2007 fast jährlich Einladungen zu in Malta ausgetragenen Profiturnieren. Bei diesen Anlässen konnte er aber nie ein Spiel gewinnen. Derweil dominierte Grech insbesondere die maltesische English-Billiards-Meisterschaft, die er zwischen 2003 und 2015 jährlich gewann. Insgesamt gewann er das Turnier mindestens zwanzig Mal. Durch die lückenhafte Quellenlage ist es nicht ausgeschlossen, dass er nach 2015 noch mehr Meistertitel gewinnen konnte.
Während seiner Karriere war Grech dreimal – 1978, 1987 und 1997 – Maltas Sportler des Jahres. 1997, dem Jahr seines Triumphes bei der English-Billiards-Amateurweltmeisterschaft, erhielt er zudem die Midalja ghall-Qadi tar-Repubblika. 2005 war Grech neben Alex Borg und Simon Zammit als maltesische „Mannschaft des Jahres“ geehrt, nachdem das Trio die EBSA European Team Championship gewonnen hatte. 2017 wurde er als zweiter Billardspieler nach Paul Mifsud in die Hall of Fame des Malta Olympic Committee aufgenommen.  Grech starb Mitte August 2021 im Alter von 67 Jahren in seinem Geburtsort Ħamrun eines natürlichen Todes. Die Times of Malta beschrieb ihn in einem Nachruf als „einen der besten Snooker- und English-Billiards-Spieler, die dieses Land je gesehen hat“.

## Erfolge
Einzel
| Ausgang                              | Jahr | Turnier                                     | Finalgegner     | Ergebnis  |
| ------------------------------------ | ---- | ------------------------------------------- | --------------- | --------- |
| Amateurturniere im Snooker           |      |                                             |                 |           |
| Zweiter                              | 1976 | Maltesische Snooker-Meisterschaft           | Paul Mifsud     | 2:7       |
| Zweiter                              | 1978 | Maltesische Snooker-Meisterschaft           | Paul Mifsud     | 5:7       |
| Sieger                               | 1980 | Maltesische Snooker-Meisterschaft           | Paul Mifsud     | 7:6       |
| Sieger                               | 1981 | Maltesische Snooker-Meisterschaft           | Albert Mangion  | 7:1       |
| Zweiter                              | 1982 | Maltesische Snooker-Meisterschaft           | Paul Mifsud     | 5:7       |
| Zweiter                              | 1983 | Maltesische Snooker-Meisterschaft           | Paul Mifsud     | 2:7       |
| Sieger                               | 1987 | Maltesische Snooker-Meisterschaft           | Alex Borg       | 8:3       |
| Zweiter                              | 1987 | IBSF-Snookerweltmeisterschaft               | Darren Morgan   | 4:11      |
| Sieger                               | 1997 | Maltesische Snooker-Meisterschaft           | Alex Borg       | 8:7       |
| Zweiter                              | 1998 | Maltesische Snooker-Meisterschaft           | Alex Borg       | 7:8       |
| Sieger                               | 1999 | Maltesische Snooker-Meisterschaft           | Alex Borg       | 8:6       |
| Sieger                               | 2000 | Maltesische Snooker-Meisterschaft           | Simon Zammit    | 8:4       |
| Zweiter                              | 2004 | Maltesische Snooker-Meisterschaft           | Alex Borg       | 4:8       |
| Profiturniere im Snooker             |      |                                             |                 |           |
| Zweiter                              | 1997 | WPBSA Qualifying School – Event 2           | Karl Payne      | 2:5       |
| Amateurturniere im English Billiards |      |                                             |                 |           |
| Sieger                               | 1978 | Maltesische English-Billiards-Meisterschaft | Paul Mifsud     | 2307:1856 |
| Sieger                               | 1980 | Maltesische English-Billiards-Meisterschaft | unbekannt       | unbekannt |
| Sieger                               | 1981 | Maltesische English-Billiards-Meisterschaft | unbekannt       | unbekannt |
| Sieger                               | 1983 | Maltesische English-Billiards-Meisterschaft | Alfred Micallef | 2047:476  |
| Sieger                               | 1984 | Maltesische English-Billiards-Meisterschaft | unbekannt       | unbekannt |
| Sieger                               | 1987 | Maltesische English-Billiards-Meisterschaft | Victor Ellul    | 2369:1495 |
| Zweiter                              | 1987 | IBSF World Billiards Championship           | Geet Sethi      | 3256:4846 |
| Sieger                               | 1995 | Maltesische English-Billiards-Meisterschaft | unbekannt       | unbekannt |
| Sieger                               | 1997 | IBSF World Billiards Championship           | Ashok Shandilya | 2895:2836 |
| Sieger                               | 2003 | Maltesische English-Billiards-Meisterschaft | Alex Borg       | 7:5       |
| Sieger                               | 2004 | Maltesische English-Billiards-Meisterschaft | Alex Borg       | 7:5       |
| Sieger                               | 2005 | Maltesische English-Billiards-Meisterschaft | Richard Balani  | 5:0       |
| Sieger                               | 2006 | Maltesische English-Billiards-Meisterschaft | Brian Cardona   | 5:0       |
| Sieger                               | 2007 | Maltesische English-Billiards-Meisterschaft | Pancrazio Borg  | unbekannt |
| Sieger                               | 2008 | Maltesische English-Billiards-Meisterschaft | Pawlu Galea     | 914:425   |
| Sieger                               | 2009 | Maltesische English-Billiards-Meisterschaft | Thomas Busuttil | 1247:491  |
| Sieger                               | 2010 | Maltesische English-Billiards-Meisterschaft | Duncan Bezzina  | 1075:558  |
| Sieger                               | 2011 | Maltesische English-Billiards-Meisterschaft | Publius Grech   | 973:546   |
| Sieger                               | 2012 | Maltesische English-Billiards-Meisterschaft | Thomas Busuttil | 892:288   |
| Sieger                               | 2013 | Maltesische English-Billiards-Meisterschaft | Alex Borg       | 918:716   |
| Sieger                               | 2014 | Maltesische English-Billiards-Meisterschaft | Mario Brincat   | 993:597   |
| Sieger                               | 2015 | Maltesische English-Billiards-Meisterschaft | Mario Brincat   | 894:442   |

Team
| Ergebnis | Jahr | Turnier                                   | Teampartner               | Gegner im Finale                                  | Endstand            |
| -------- | ---- | ----------------------------------------- | ------------------------- | ------------------------------------------------- | ------------------- |
| Sieger   | 1997 | Continental Team Cup                      | Paul Mifsud Alex Borg     | Lasse Münstermann Mario Burot Mike Henson         | Gruppenphase Anm. 1 |
| Sieger   | 1999 | Continental Team Cup                      | Alex Borg Arthur Cachia   | Mario Geudens Björn Haneveer Alain De Cock        | 2:1                 |
| Sieger   | 2000 | Continental Team Cup                      | Alex Borg Simon Camilleri | Roy Stolk Raymon Fabrie Gerrit bij de Leij        | 2:1                 |
| Sieger   | 2005 | EBSA European Team Championship           | Alex Borg Simon Zammit    | Martin McCrudden Robert Murphy Brendan O’Donoghue | 11:6                |
| Sieger   | 2011 | EBSA European Team Championship – Masters | Simon Zammit              | David Brown Phil Hartley                          | 7:5                 |